# Condado de Kent (Maryland)
O Condado de Kent é um dos 23 condados do Estado americano de Maryland. A sede do condado é Chestertown, e sua maior cidade é Chestertown. O condado possui uma área de 1 073 km² (dos quais 349 km² estão cobertos por água), uma população de 19 197 habitantes, e uma densidade populacional de 27 hab/km² (segundo o censo nacional de 2000). O condado foi fundado em 1652.